# Alniphyllum fortunei
Alniphyllum fortunei är en storaxväxtart som först beskrevs av William Botting Hemsley, och fick sitt nu gällande namn av Tomitaro Makino. Alniphyllum fortunei ingår i släktet Alniphyllum och familjen storaxväxter. Inga underarter finns listade i Catalogue of Life.